# Жанна де Гин

Графство Гин

Жанна де Гин (фр. Jeanne de Guines) (р. 1275/83, ум. 1331) — графиня Гина с 1295.
Дочь Бодуэна де Гина (фр.), сеньора де Бурбура (ум. 1293/94) и Жанны де Монморанси.
Внучка Арнуля III, который в феврале 1283 года продал графство Гин и сеньорию Монтуар французскому королю Филиппу III за 3 тысячи парижских ливров и пожизненную ренту в тысячу турских ливров, и вскоре после этого умер.
Отец Жанны тщетно пытался аннулировать эту сделку на том основании, что Арнуль III подарил ему крепости и города Гин, Ардр, Одрик и Бреднард сразу после его женитьбы на Жанне де Монморанси, и после этого не имел права их отчуждать.
Такую же попытку предпринял муж Жанны де Гин (с 1293 г.) Жан III де Бриенн, граф д’Э (1270—1302), и более успешно: в 1295 году на основании решения Парижского парламента король Филипп Красивый восстановил права его жены на часть графства Гин, включая сам титул (но без сеньории Монтуар и шателении Турнем).
Дети:
- Рауль I де Бриенн (погиб на турнире 19.01.1344), граф Э и Гина, коннетабль Франции;
- Мария, умерла в молодом возрасте.

После смерти мужа, погибшего в битве при Куртре 11 июля 1302 года, Жанна де Гин была регентом графства Э до совершеннолетия сына.